# MTV Entertainment

Ursprüngliches Logo

MTV Entertainment war ein deutscher Pay-TV-Sender, der am 1. Dezember 2007 seinen Sendebetrieb aufnahm. Zuletzt war der Sender über mehrere Programmanbieter in Deutschland, Österreich und der Schweiz zu empfangen. Die Signalzuführung erfolgt über das Astra-Satellitensystem. In Deutschland konnte das Programm über die Plattform Sky Welt Extra bezogen werden. Seit 1. April 2009 war der Sender auch über Kabel Deutschland zu empfangen. MTV Entertainment wurde in Deutschland am 1. Januar 2011 um 3:00 Uhr durch MTV Germany ersetzt. In der Schweiz wurde der Sender auf einigen Netzen ab dem 15. Januar 2011 durch MTV Brand New ersetzt.

## Programminhalte
MTV Entertainment sendete täglich 24 Stunden am Tag. Neben Rockmusik und Classic Clips wurden zahlreiche MTV-Shows vornehmlich US-amerikanischer Herkunft ausgestrahlt. 
Zudem hat der Sender jeden Tag ein anderes Tagesthema.  
Veranstaltet wurde das Programm von der MTV Networks Germany GmbH in Berlin.

## Sendezeiten
|                                       | 06:00 Uhr         | 09:45 Uhr         | 20:00 Uhr         | 04:30 Uhr         |
| ------------------------------------- | ----------------- | ----------------- | ----------------- | ----------------- |
| 1. Dezember 2007 bis 10. Januar 2010  | Nick Jr.          | Nick Premium      | MTV Entertainment | MTV Entertainment |
| 10. Januar 2010 bis 31. Dezember 2010 | MTV Entertainment | MTV Entertainment | MTV Entertainment | MTV Entertainment |

## Zulassung
Die rundfunkrechtliche Zulassung erhielt der Sender durch die Medienanstalt Berlin-Brandenburg, welche zugleich die aufsichtsführende Landesmedienanstalt des Kanals ist.
Am 12. Februar 2008 erhielt der Sender die Zulassung, das Programm auf 24 Stunden auszuweiten durch die Kommission zur Ermittlung der Konzentration im Medienbereich (KEK). Dieses wurde am 10. Januar 2010 in die Tat umgesetzt. Ursprünglich teilte sich der Kanal den Sendeplatz mit dem Kinderspartenprogramm Nick Premium, welcher ebenfalls von der MTV Networks Germany GmbH betrieben wird.

## Sendungsübersicht
- MTV Made
- Band Trip
- Pimp My Ride
- Punk’d
- Viva La Bam
- Wildboyz
- Where My Dogs At?
- Fist of Zen
- Real World Sydney
- Scarred
- Laguna Beach
- The Hills
- Run's House
- A Shot at Love with Tila Tequila
- Short Circuitz
- Life of Ryan
- 8th & Ocean